# Georges Clément alias George Clement (agent SOE)
Pour les articles homonymes, voir Georges Clément et Clément.
Georges Clément (George Clement pour les Britanniques), né en 1917 et mort en déportation en 1944 dans le camp de Mauthausen, est un membre britannique du SOE qui a opéré en France pendant la Seconde Guerre mondiale. 
Officier dans l'armée britannique, il rejoint en 1943 le Special Operations Executive (SOE), section F (française).

## Identités
- Nom de guerre : « Édouard »[1] (ou « Edmond »[2]).
- Nom de code opérationnel : DRIVER.
- Situation militaire : Lieutenant, Royal Armoured Corps, no 259937.

## Éléments biographiques
Georges Clément naît le 20 novembre 1917 à Petrograd, Russie. Il est le fils d'un capitaine de l'armée impériale russe, Paul Spiridonoff et de Nadejda Dubash.
Ses parents fuient la Révolution Russe et s'installent à Londres, Drayton Gardens.
Il passe sa scolarité à l’Imperial Service College à Windsor et au Braseros College à Oxford.
Il rejoint le SOE en février 1943, puis est parachuté en juillet 1943 (avec Henri Gaillot) comme opérateur radio du réseau PARSON de Français Vallée en Bretagne. 
Il est arrêté en novembre 1943 pendant qu'il émet dans une ferme, à Hédé. Il est ensuite déporté dans le camp de Mauthausen (Autriche), où il est exécuté le 6 (ou le 7) septembre 1944.

## Reconnaissance

### Distinctions
- Grande-Bretagne : Mentioned in Despatches

### Monuments
- En tant que l'un des 104 agents de la section F morts pour la France, Georges Clément est honoré au mémorial de Valençay, Indre, France.
- Brookwood Memorial, Surrey, panneau 2, colonne 1.